# Station Großauheim
Station Großauheim is een spoorwegstation in de Duitse plaats Hanau. Het station werd in 1854 geopend.